# Rokitki (Neder-Silezië)
Rokitki (Duits: Reisicht) is een dorp in de Poolse woiwodschap Neder-Silezië. De plaats maakt deel uit van de gemeente Chojnów en telt 1010 inwoners.
Tot 1945 lag het dorp in Duitsland. In het dorp lag een groot slot dat toebehoorde aan de adellijke families Bibran-Modlau en Senden-Bibran. Dit neogotische bouwwerk is in 1956 gesloopt.

## Verkeer en vervoer
- Station Rokitki

## Geboren in Reisicht
- Gustav von Senden-Bibran (1847–1909), admiraal bij de Duitse marine
- Lotte Stam-Beese (1903–1988), architect en stedenbouwkundige